# Distretto di Chencang
Il distretto di Chencang è una suddivisione amministrativa cinese della prefettura di Baoji, nella provincia dello Shaanxi.